# Lingapura, Honnali
Lingapura là một làng thuộc tehsil Honnali, huyện Davanagere, bang Karnataka, Ấn Độ.